# Extracteur de jus
Pour les articles homonymes, voir Extracteur.

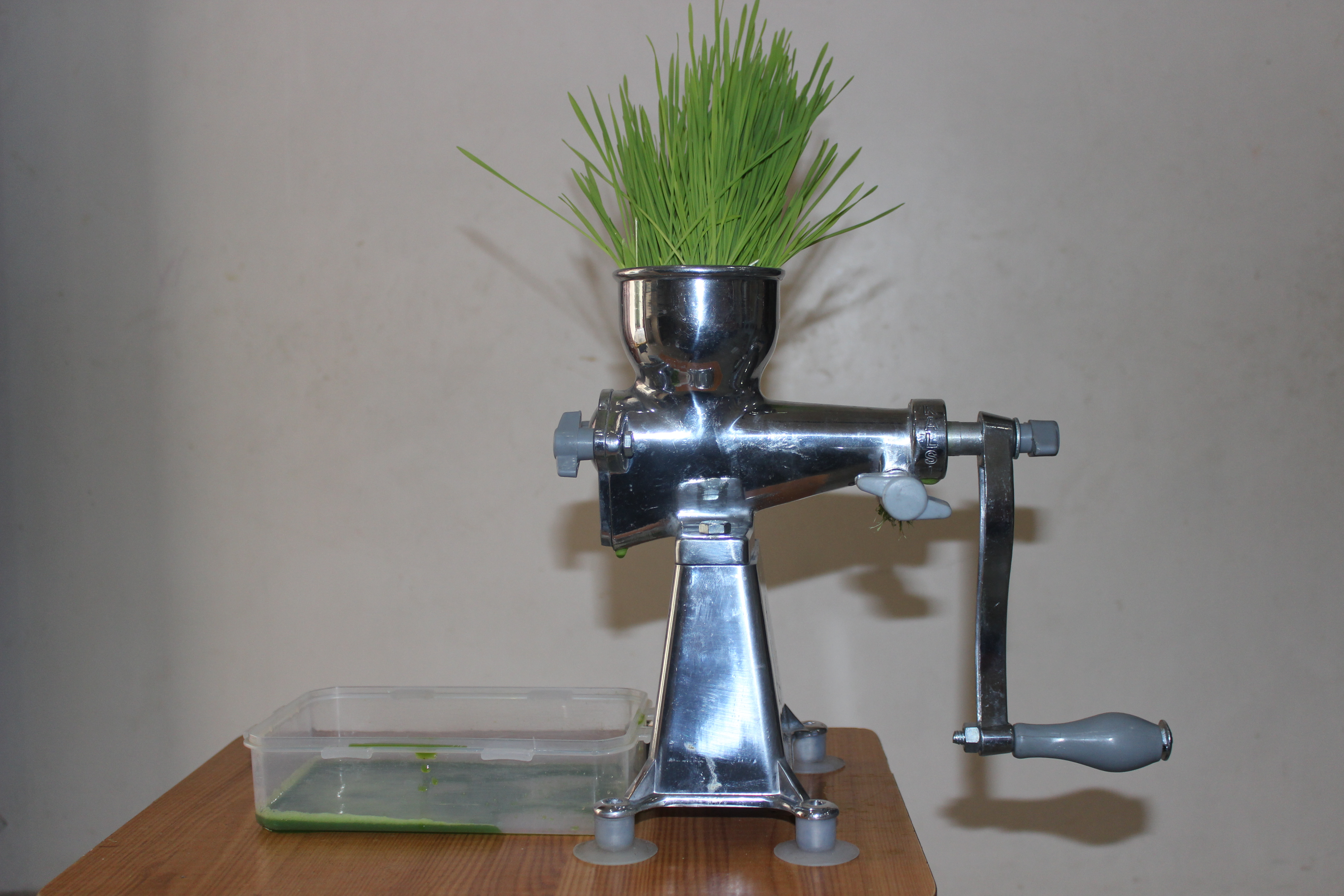
Un extracteur manuel de jus d'herbe de blé.

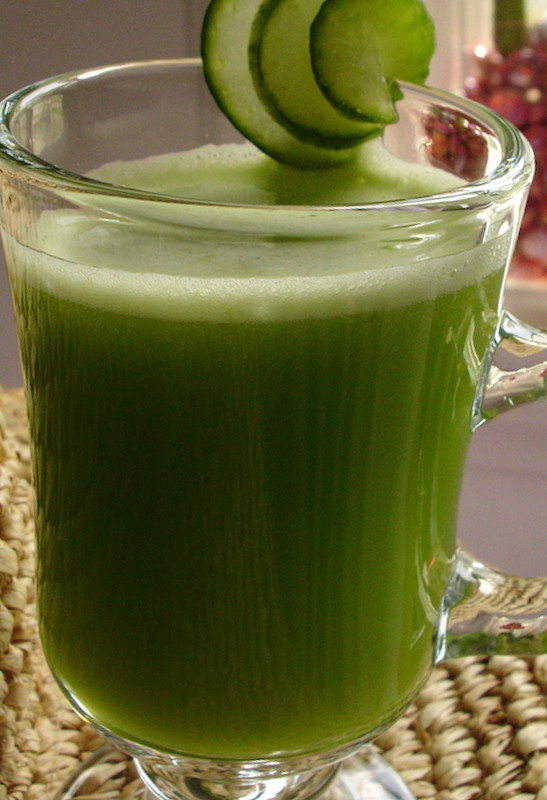
Jus mixte de concombre, céleri et pomme obtenu à l'aide d'un extracteur de jus.

Un extracteur de jus est un outil qui permet de séparer le jus de fruits, d'herbes, de légumes-feuilles ou d'autres types de légumes de leur fibre.

## Fonctionnement d'un extracteur de jus
L'extracteur de jus est composé de différentes pièces qui remplissent chacune un rôle particulier dans l'élaboration des jus. Tout d'abord, l'extracteur de jus comporte une goulotte de chargement, également appelée cheminée, par laquelle les fruits et légumes vont être insérés. Ils arrivent alors en contact avec une vis de pressage actionnée par le moteur, qui va avoir pour rôle de pousser et presser lentement les aliments vers un filtre qui va séparer le jus des fibres. Le jus sort alors par une première sortie, tandis qu'une autre sortie accueille les déchets de fibres végétales. 
Ce mécanisme se produira manuellement à travers l'usage d'un extracteur de jus manuel étant donné que la vis de pressage sera actionnée selon la vitesse de rotation exercée par votre bras. 
L'extracteur de jus, grâce à la présence de certains tamis spécifiques selon les modèles, est aussi capable de réaliser des préparations telles que des sorbets, purées ou encore des laits végétaux.

## Les différents types d'extracteurs de jus
Il existe deux catégories d'extracteurs de jus : l'extracteur de jus électrique et l'extracteur de jus manuel. La différence entre ces deux types réside dans leur mode d'alimentation : l'extracteur de jus électrique réalise un pressage à l'aide d'une vis enclenchée par un moteur électrique, tandis que l'extracteur manuel réalise des jus par un pressage manuel exercée par le bras.

### L'extracteur de jus électrique
Il existe deux catégories d'extracteurs de jus électriques. Les extracteurs horizontaux et verticaux. Bien que leur principe de fonctionnement soit similaire, il existe toutefois des différences importantes entre ces deux catégories d'extracteurs électriques.

#### L'extracteur de jus électrique vertical

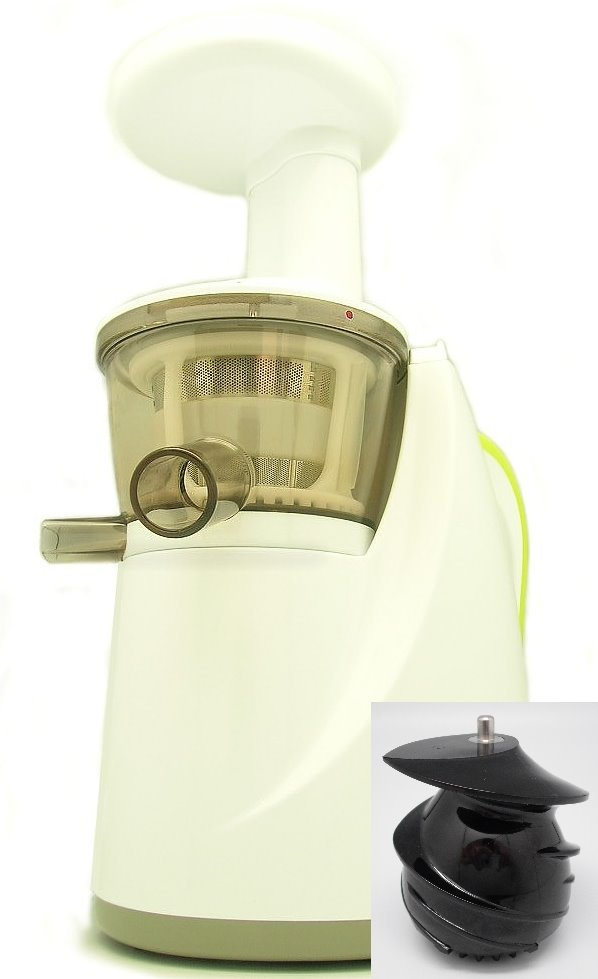
Extracteur de jus vertical.

L'extracteur de jus électrique vertical possède la particularité d'être moins encombrant du fait de sa forme. De plus, il est la catégorie d'extracteur qui peut accueillir pour certains modèles jusqu'à deux vis de pressage, qui lui permettent de pouvoir obtenir un meilleur rendement lors de la réalisation de jus. Cependant, la plupart des extracteurs de jus verticaux se cantonnent à la réalisation de jus uniquement, sauf quelques rares modèles qui proposent par exemple la possibilité de réaliser des laits végétaux.

#### L'extracteur de jus électrique horizontal

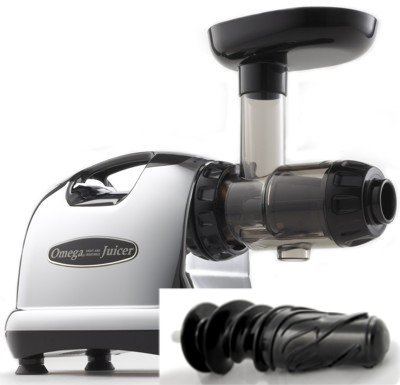
Extracteur de jus horizontal Omega à simple vis.

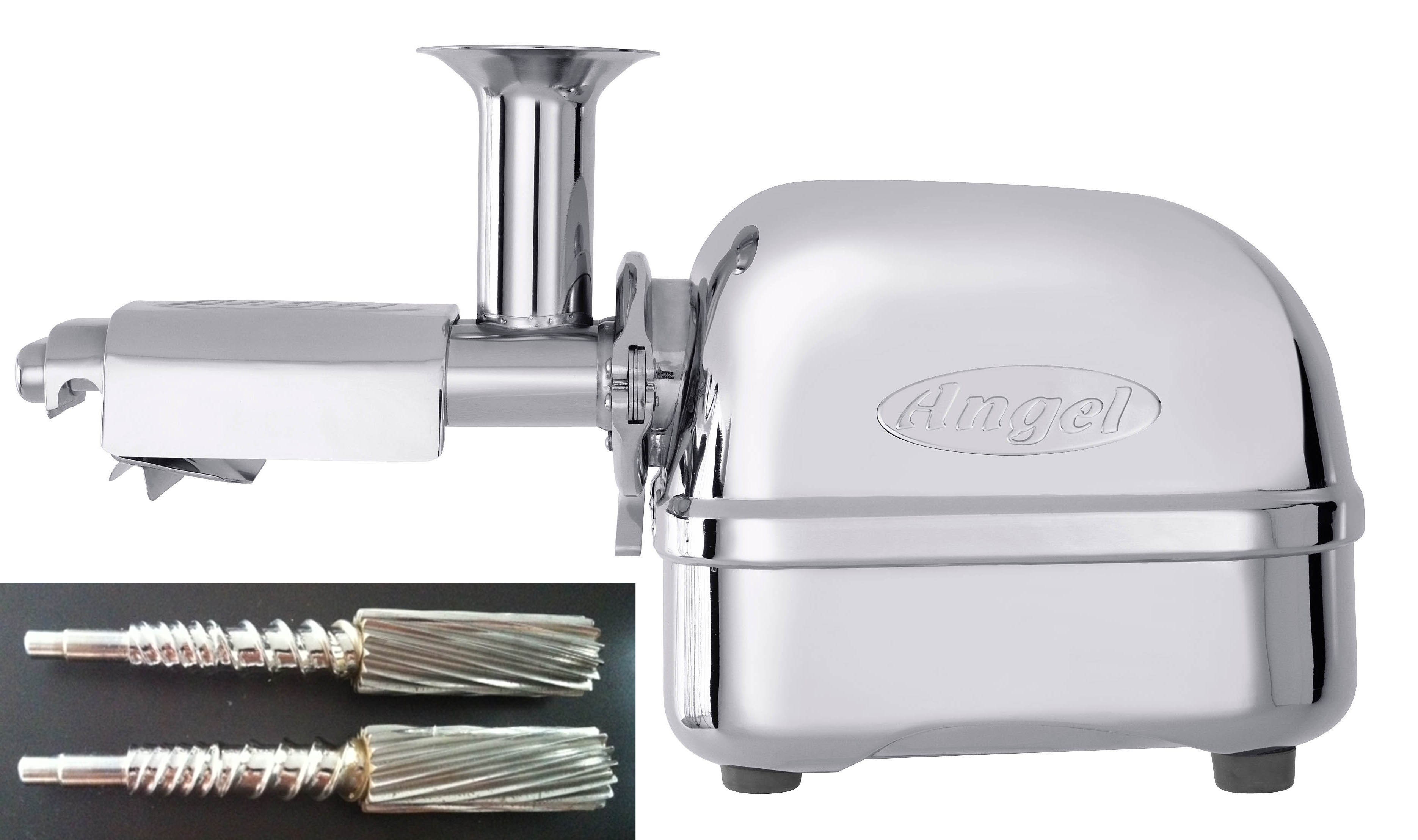
Extracteur de jus Angel à double vis.

L'extracteur de jus électrique horizontal se distingue de l'extracteur vertical principalement par sa polyvalence. En effet, au-delà des jus, l'extracteur horizontal permet une plus grande variété de préparations comme la réalisation de purées, sorbets, laits végétaux, pâtes fraiches, compotes ou encore purées d’oléagineux. Du fait qu'il ne possède qu'une seul vis de pressage il est aussi plus rapide à nettoyer.

##### Double vis
L’extracteur de jus à double vis se distingue par son rendement élevé et la qualité du jus obtenu. Grâce à la présence de deux vis de pressage, les fruits et légumes sont broyés de manière encore plus homogène, ce qui permet d’extraire un maximum de jus tout en limitant les pertes. Cette technologie assure également une conservation optimale des nutriments, notamment des enzymes et vitamines sensibles à la chaleur. L’extracteur à double vis est généralement plus robuste, souvent fabriqué en inox, et mieux adapté à une utilisation intensive. En revanche, son nettoyage peut s’avérer un peu plus long en raison du nombre de pièces à démonter et rincer.

### L'extracteur de jus manuel

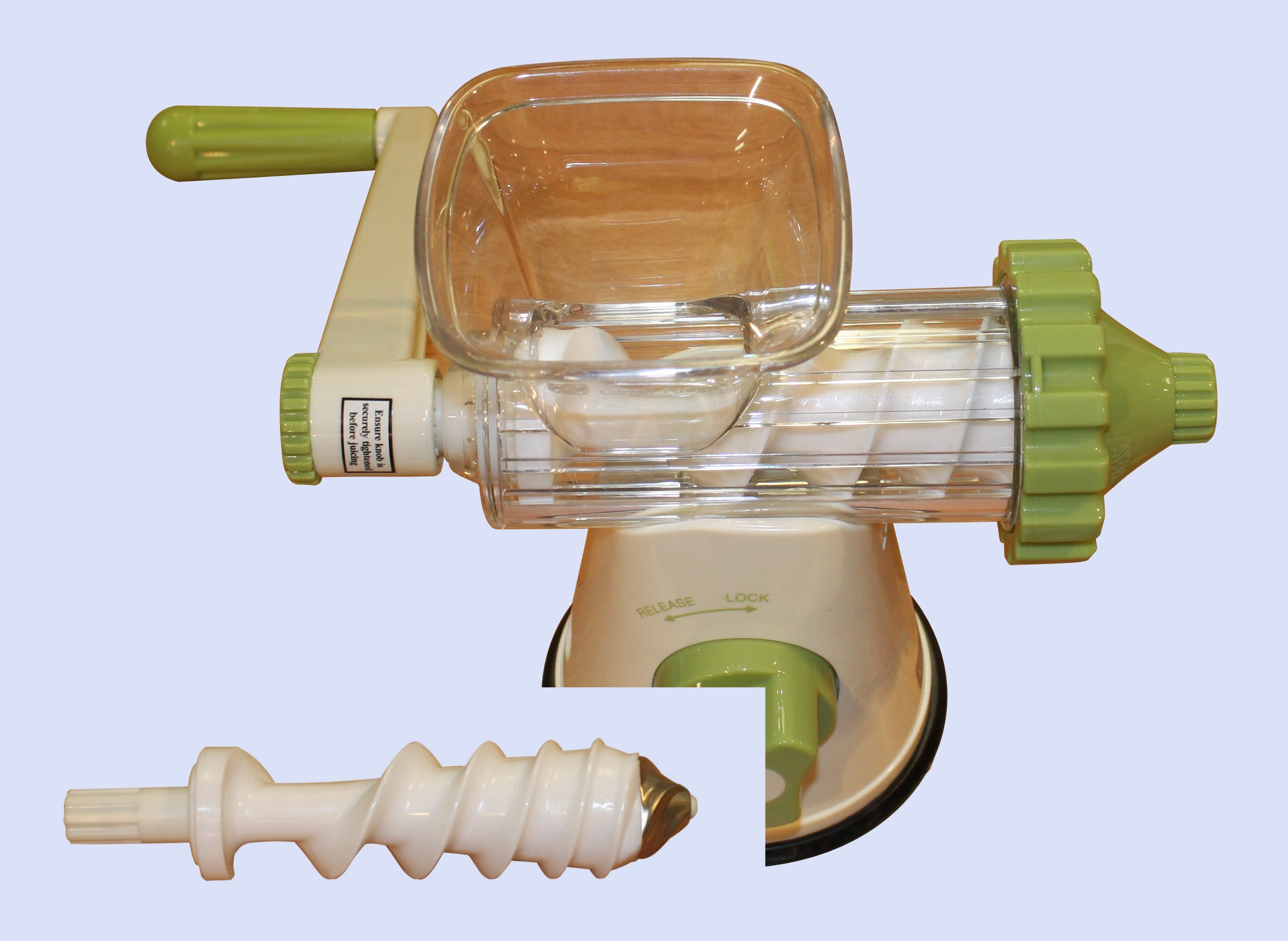
Extracteur de jus manuel.

L'extracteur de jus manuel fonctionne sans électricité. Les vis de pressage tournent à une vitesse proportionnelle au bras qui les entrainent. Léger, compact et facile à transporter, l'extracteur de jus manuel permet, du fait de son pressage très lent, d'obtenir des jus d'une qualité nutritionnelle supérieure. Le taux d'extraction est cependant plus faible que ce celui d'un extracteur entrainé par un moteur électrique. Les extracteurs sont fixés avec une ventouse ou un étau.

## Différence entre l'extracteur de jus et la centrifugeuse
C'est surtout dans la technologie utilisée que subsiste la différence entre l’extracteur de jus et la centrifugeuse. En effet, l'extracteur de jus effectue un écrasement et un broyage des fruits et légumes à l'aide d'une vis sans fin pour ensuite les envoyer vers un filtre qui va avoir pour fonction de séparer le jus de la pulpe.
La centrifugeuse, quant à elle, permet de réaliser des jus sous l'impulsion de la force centrifuge. Les aliments sont d’abord coupés à l’aide d’une lame tournant à haute vitesse puis projetés et écrasés contre un tamis qui va ensuite filtrer la pulpe, les pépins ou encore les queues des aliments.
Selon les modèles, les jus produits par une centrifugeuse relèvent davantage du smoothie que du pur jus, tandis que l'extracteur de jus transforme à 100% l'aliment en jus. 
Pour vendre des extracteurs de jus, certains démonstrateurs n’hésitent pas à utiliser des arguments santé fallacieux afin de mettre en avant les bénéfices des jus réalisés avec ces appareils et justifier leurs prix deux fois plus élevés que les centrifugeuses en moyenne. Le premier argument avancé est que l’extracteur conserverait parfaitement l’intégrité des vitamines et des enzymes des jus grâce à un pressage lent à froid, tandis que la centrifugeuse, dotée d’une lame métallique tournant à grande vitesse, détruirait les nutriments intéressants par production de chaleur. Les études scientifiques contredisent ce discours marketing. Le deuxième argument est l'intérêt à consommer des jus de fruits et de légumes sans pulpe et donc sans fibres. Les enquêtes épidémiologiques montrent au contraire que les gens ne mangent pas assez de fibres. Le troisième argument avancé est le bénéfice pour la santé des cures exclusives de jus (« jeûne de jus »). Ce régime monodiète sans protéines est en fait complètement déséquilibré.

## Presse-agrumes

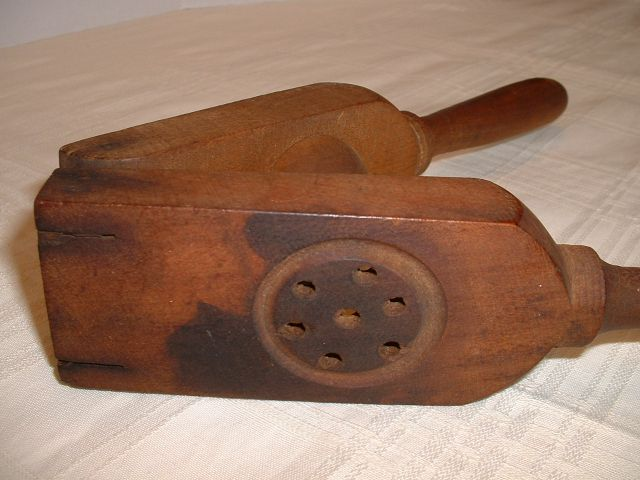
Vieux presse-agrumes.

Le presse-agrumes est un extracteur de jus d'agrumes.

## Pressoir
Le pressoir permet, entre autres, d'extraire le jus de l'olive et du raisin.

## Extracteur à vapeur
Comme dans un couscoussier, la vapeur traverse les fruits qui peuvent être des baies (ou d'autres fruits). Le jus est récupéré dans la partie au-dessus de l'appareil. Particulièrement clair, il est alors extrait sans aucun moyen mécanique. Le chauffage dû à la vapeur pasteurise le produit obtenu et le prépare à une conservation plus longue.